# Pelouses à Obergailbach
Pelouses à Obergailbach este o arie protejată (sit de importanță comunitară — SCI) din Franța întinsă pe o suprafață de 153 ha, integral pe uscat.

## Localizare
Centrul sitului Pelouses à Obergailbach este situat la coordonatele 49°07′28″N 7°13′58″E / 49.12444°N 7.23278°E.

## Înființare
Situl Pelouses à Obergailbach a fost declarat arie specială de conservare în baza directivei 92/43 din 1992 referitoare la conservarea habitatelor naturale și a faunei și florei sălbatice pentru a proteja 5 specii de animale.

## Biodiversitate
Situată în ecoregiunea continentală, aria protejată conține 4 habitate naturale: Pajiști uscate seminaturale și facies de acoperire cu tufișuri pe substraturi calcaroase (Festuco-Brometalia) (* situri importante pentru orhidee), Fânețe de joasă altitudine (Alopecurus pratensis, Sanguisorba officinalis), Păduri de fag Asperulo-Fagetum, Păduri aluvionare cu Alnus glutinosa și Fraxinus excelsior (Alno-Padion, Alnion incanae, Salicion albae).
La baza desemnării sitului se află mai multe specii protejate:
- nevertebrate (3): Austropotamobius torrentium, fluturele auriu (Euphydryas aurinia), fluturele purpuriu (Lycaena dispar)
- pești (2): zglăvoacă (Cottus gobio), Cottus perifretum

Pe lângă speciile protejate, pe teritoriul sitului au mai fost identificate 3 specii de plante, 1 specie de păsări, 1 specie de nevertebrate, 1 specie de reptile.